# Widgeon Lake
Widgeon Lake är en sjö i Kanada.   Den ligger i provinsen British Columbia, i den södra delen av landet, 3 500 km väster om huvudstaden Ottawa. Widgeon Lake ligger 770 meter över havet. Arean är 2,0 kvadratkilometer. Den sträcker sig 1,9 kilometer i nord-sydlig riktning, och 2,3 kilometer i öst-västlig riktning.
I omgivningarna runt Widgeon Lake växer i huvudsak barrskog. Runt Widgeon Lake är det tätbefolkat, med 319 invånare per kvadratkilometer.